# تپه باستانی چال تپه هشتگرد
چال تپه، در جنوب غربی شهر هشتگرد، در نزدیکی امام‌زاده جعفر واقع گردیده است. این تپه با ارتفاع ۱۳ متر، تپه‌ای دست‌ریز  است، شامل قطعات سفال‌ها و آجرهایی مربوط به اواسطه دوره اسلامی. سفال‌های دوره صفوی و قاجاری  با لعاب‌هایی به رنگ آبی فیروزه‌ای و لاجوردی و سبز تیره را می‌توان در محوطه این تپه مشاهده کرد. روايات محلی از ساکنان بومی محله بر این است که خاک‌ریز را بومیان برای دیده‌بانی مزارع و روستای خود در اواخر دوره صفوی ایجاد کرده‌اند، تا از گزند دزدان در امان باشند. نحوه تشکیل این تپه این‌گونه است که خاک بیرون‌آمده از رشته قنات‌های دهکده توسط ساکنان دهکده به این مکان آورده‌شده، تا محل دیده‌بانی مزارعه گندم و.. دهکده باشد. نزدیک‌ترین رشته قنات به این تپه در ده متری غربی تپه دست ریز و صد متری شرقی آن می‌باشد.   